# Кызыргулов, Ильгиз Раянович
Ильги́з Рая́нович Кызыргу́лов (род. 4 ноября 1976, Байгузино, Башкирская АССР) — российский физик, доктор физико-математических наук; ректор Стерлитамакской педагогической академии (2011—2012), Башкирской академии государственной службы и управления (с 2017).

## Биография
Ильгиз Раянович Кызыргулов родился 4 ноября 1976 года в д. Байгужа Ишимбайского района Башкирской АССР. Окончив Кинзебулатовскую среднюю школу, в 1993 году, как призёр республиканской олимпиады по физике, без вступительных экзаменов был зачислен на физический факультет Башкирского государственного университета (ныне Уфимский университет науки и технологий). В университете был стипендиатом Президента Российской Федерации, стипендиатом Президента Республики Башкортостан.
В 1998 году с отличием окончил университет по специальности «физика», в 2001 — аспирантуру там же, досрочно защитил кандидатскую диссертацию по специальности «теоретическая физика».
В 1998—2006 годы преподавал в Башкирском университете (ныне Уфимский университет науки и технологий): стажёр-исследователь института физики молекул и кристаллов, старший преподаватель (с 2003), доцент (с 2005) кафедры теоретической физики.
В 2006 году — главный специалист отдела образования и науки Аппарата Правительства Республики Башкортостан. В 2006—2009 годы — проректор по учебной работе и связям с общественностью Стерлитамакской педагогической академии, в 2009—2011 — начальник Управления по контролю и надзору в сфере образования при Министерстве образования Республики Башкортостан, в 2011—2012 — ректор Стерлитамакской педагогической академии. В 2012 году прошёл профессиональную переподготовку по специальности «государственное и муниципальное управление».
В 2012—2013 годы — проректор по воспитательной работе, в 2013—2015 — проректор по учебной работе Башкирского государственного университета (ныне Уфимский университет науки и технологий); одновременно (2013—2015) — директор Малой академии государственного управления. С 18 марта 2015 года — директор Нефтекамского филиала Башкирского государственного университета (ныне Уфимский университет науки и технологий).
С 27 февраля 2017 года по март 2021 года — ректор Башкирской академии государственной службы и управления при Главе Республики Башкортостан.
По состоянию на ноябрь 2023 года — проректор по организационному развитию Уфимского университета науки и технологий.

### Семья
Женат; трое сыновей.

## Научная деятельность
В ноябре 2014 года защитил диссертацию на соискание учёной степени доктора физико-математических наук на тему «Влияние взаимодействия подсистем на динамические свойства многоподрешеточных сегнетомагнитных кристаллов».
Основные направления исследований:
- магнитоэлектрические волны в антисегнетоантиферромагнетиках.

Является автором 156 научных и учебно-методических работ.

## Награды и звания
- Почётная грамота Министерства образования и науки Российской Федерации (2009).